# Asmalı, Gölhisar
Asmalı là một xã thuộc huyện Gölhisar, tỉnh Burdur, Thổ Nhĩ Kỳ. Dân số thời điểm năm 2010 là 423 người.